# Tamboré (empresa)
A Tamboré S/A é uma empresa de desenvolvimento urbano que planejou e executou o bairro nobre de Tamboré, localizado na cidade de Barueri. A palavra tamboré significa corredeira onde os peixes pulam no rio.

## História
Tamboré teve seu início quando as famílias Álvares Penteado e Ulhôa Rodrigues fundaram a empresa Tamboré S/A, com o objetivo de, na década de 70, iniciar o planejamento para desenvolver áreas urbanas passíveis ao desenvolvimento imobiliário.
Em 1981 foi lançado o 1º empreendimento, o Centro Empresarial Tamboré. Em seguida, foram lançados residenciais, o Shopping Tamboré e o sistema viário da região.
Em 1988 o primeiro residencial da empresa surgiu.

## Reserva biológica Tamboré
É uma área de preservação ambiental que possui 3.673.385,71 m². A reserva é patrimônio do município de Santana de Parnaíba, desde maio de 2006, tendo o convênio firmado entre a prefeitura e a empresa, duração até 2026.